# Robert S. Kerr III
Robert S. Kerr III (geb. 12. Oktober 1950) ist ein US-amerikanischer Politiker. Zwischen 1987 und 1991 war er Vizegouverneur des Bundesstaates Oklahoma.

## Werdegang
Über Robert Kerr gibt es kaum verwertbare Quellen. Er entstammt einer Politikerfamilie. Sein Vater Robert Kerr Jr. (1926–2004) bewarb sich 1980 erfolglos in den Vorwahlen der Demokratischen Partei für den US-Senat; sein Großvater Robert S. Kerr (1896–1963) war US-Senator und Gouverneur von Oklahoma.  Er wuchs im südöstlichen Teil dieses Staates auf und wurde Mitglied der Demokratischen Partei. Zwischenzeitlich war er deren Staatsvorsitzender. 1990 kandidierte er erfolglos in den Vorwahlen seiner Partei für einen Sitz im Repräsentantenhaus der Vereinigten Staaten.
1986 wurde Kerr an der Seite von Henry Bellmon zum Vizegouverneur von Oklahoma gewählt. Dieses Amt bekleidete er zwischen 1987 und 1991. Dabei war er Stellvertreter des Gouverneurs und Vorsitzender des Staatssenats.